# 平乔山

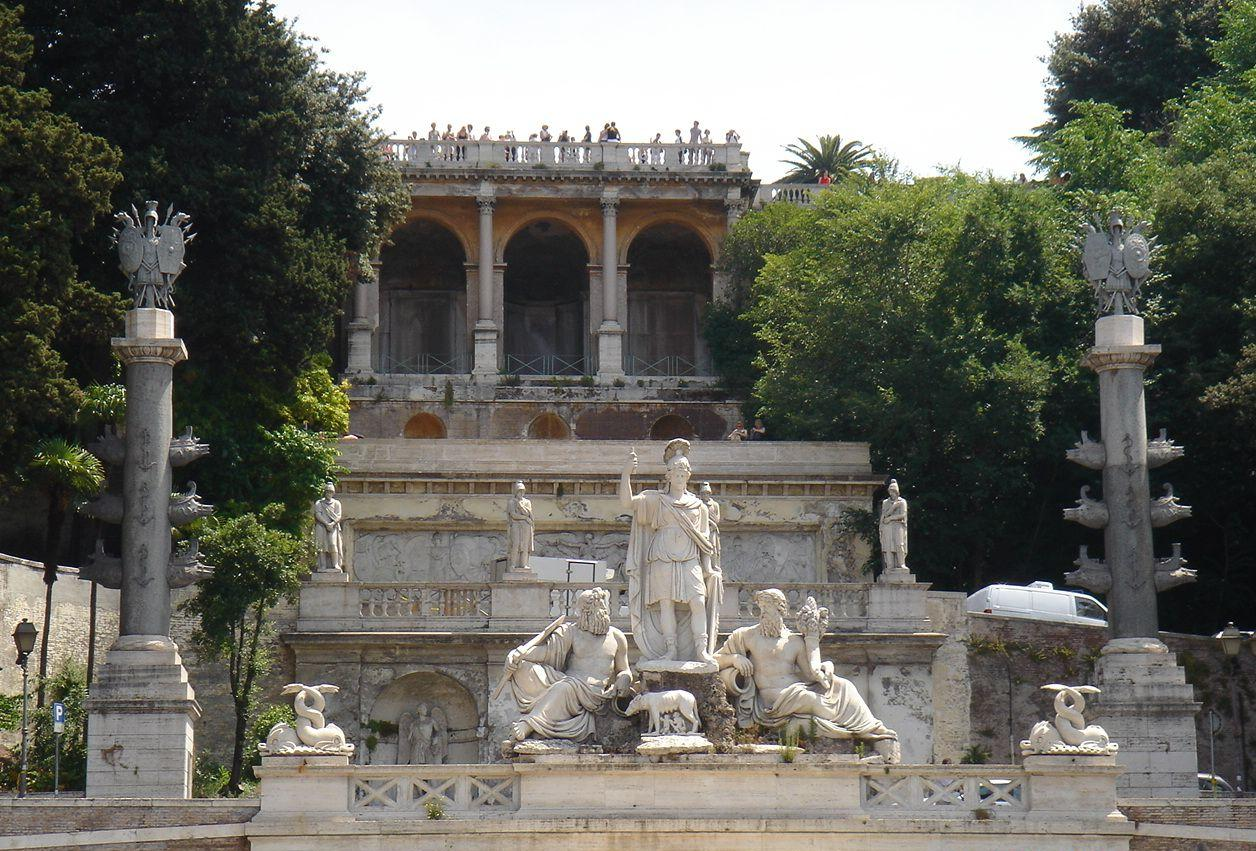
從人民廣場通往平乔山的階梯

平乔山（義大利語：Pincio）是義大利羅馬市區的一座山丘，位於奎里纳莱山北緣，可以俯瞰战神广场。目前看到的平乔山是Giuseppe Valadier於1809至1914年所設計的。

## 外部連結
- Hills and walls of Ancient Rome （页面存档备份，存于）
- Samuel Ball Platner and Thomas Ashby, A Topographical Dictionary of Ancient Rome, London: Oxford University Press, 1929: Pincius Mons

41°54′42″N 12°28′47″E / 41.91167°N 12.47972°E